# فريدة النقاش
فريدة النقاش (1 مارس 1940 -) هي كاتبة وصحفية ومعارضة يسارية مصرية. وأول امرأة تصبح رئيسة تحرير لجريدة الأهالي التي تصدر عن حزب التجمع الوطني التقدمي الوحدوي المعارض في مصر.

## حياتها ونشأتها
من مواليد 1 مارس 1940 في منية سمنود مركز أجا في محافظة الدقهلية شمال القاهرة. حصلت على ليسانس الآداب من جامعة القاهرة العام 1962، عملت في عدة مؤسسات إعلامية مثل وكالة أنباء الشرق الأوسط وجريدتي الجمهورية والأخبار المصريتان، إضافة لكونها رئيسة تحرير جريدة الأهالي فهي رئيسة تحرير مجلة أدب ونقد المعروفة، وهي زوجة المعارض السياسي حسين عبد الرازق. كما أنها عضو مؤسس لحزب التجمع الوطني التقدمي الوحدوي، فهي عضو في عدة جمعيات ومؤسسات مدنية ونسوية وأهلية لحقوق الإنسان وحقوق المرأة.

### أسرتها
تنتمي إلى أسرة ضمت مثقفين بارزين وأدباء ومفكرين وكتاب وصحفيون سياسيون بارزون، وهما الراحل وحيد النقاش مترجما وناقدا، وفكري النقاش كاتب وناقد أدبي مصري، وأبيه عبد المؤمن النقاش شاعر مصري، وأمنية النقاش صحفية وكاتبة، ورجاء النقاش ناقد أدبي وصحفي مصري.